# Revin
Revin là một xã trong tỉnh Ardennes, thuộc vùng Grand Est của nước Pháp, có dân số là 8963 người (thời điểm 1999).

## Thông tin nhân khẩu
| 1962   | 1968   | 1975   | 1982   | 1990  | 1999  | 2006  |
| ------ | ------ | ------ | ------ | ----- | ----- | ----- |
| 11.244 | 12.156 | 11.607 | 10.465 | 9.371 | 8.963 | 8.089 |